# جون وير (كاتب)
جون وير (بالإنجليزية: John Weir)‏ (8 فبراير 1959، تاريتاون في الولايات المتحدة)؛ كاتب وروائي أمريكي.